# Pragmatisierung
Die Pragmatisierung ist ein Begriff aus dem österreichischen Beamtendienstrecht und bezeichnet die Begründung eines öffentlich-rechtlichen Dienstverhältnisses zu einer Gebietskörperschaft (Bund, Land oder Gemeinde). Das öffentlich-rechtliche Dienstverhältnis ist zunächst provisorisch und somit kündbar, falls sich der Beamte nicht bewähren sollte. Die sogenannte Definitivstellung, also die Unkündbarkeit des Beamten tritt je nach Dienstrecht des jeweiligen Landes oder des Bundes ex lege durch Zeitablauf oder durch einen weiteren Rechtsakt (dienstrechtlicher Bescheid) ein.
Die Pragmatisierung ist ein in Österreich sehr geläufiger Begriff, der in der öffentlichen politischen Diskussion häufig Verwendung findet. In den letzten Jahren wird von der Möglichkeit zur Pragmatisierung öffentlich Bediensteter vor allem von Seiten des Bundes deutlich weniger Gebrauch gemacht. Das Land Vorarlberg hat die Möglichkeit der Pragmatisierung für neu eintretende Bedienstete abgeschafft.
Das öffentlich-rechtliche Dienstverhältnis zwischen Gebietskörperschaften und ihren Arbeitnehmern („öffentliche Bedienstete“) wurde von 1914 bis 1979 als „Dienstpragmatik“ bezeichnet, seither spricht man von „Beamtendienstrecht“. Privatrechtlich beschäftigte öffentlich Bedienstete werden in Österreich als Vertragsbedienstete bezeichnet, und fallen unter das Sonderprivatrecht.